# Meredith Schamun
Meredith Schamun est une joueuse de volley-ball américaine née le 14 mai 1989 à Mission Viejo (Californie). Elle mesure 1,81 m et jouait au poste de passeuse.

## Clubs
| Club            | De        | À         |
| --------------- | --------- | --------- |
| Rice University | 2007-2008 | 2010-2011 |
| 1. VC Wiesbaden | 2012-2013 | 2012-2013 |

## Palmarès
- Coupe d'Allemagne
  - Finaliste : 2013.